# Helofit
Helofit je tipična rastlina, ki uspeva v močvirjih. Korenina in spodnji del stebla sta potopljena v vodo, zato je steblo zelo dolgo. Ima gosto korenino, ki se razrašča v podlago. Ker se hitro zarašča, ga uporabljamo kot oviro za vodne valove ali pri zaraščanju jezera.
Tipični helofiti so:
- Navadni trst (Phragmites australis)
- Kolmež (Acorus calamus)
- Širokolistni rogoz (Typha latifolia)